# Yvoir
Yvoir (wa. Uwar) – miejscowość i gmina w południowo-wschodniej Belgii, w Regionie Walońskim, w prowincji Namur, w okręgu Dinant. 1 stycznia 2024 roku liczyła 9136 mieszkańców.  
W 1975 roku Yvoir wspólnie z Mettet zorganizowała 48. mistrzostwa świata w kolarstwie szosowym.

## Podział administracyjny
W skład gminy wchodzi osiem dzielnic (section):
- Dorinne
- Durnal
- Évrehailles
- Godinne
- Houx
- Mont
- Purnode
- Spontin

## Współpraca
Miejscowość partnerska:
- Finspång, Szwecja

## Galeria

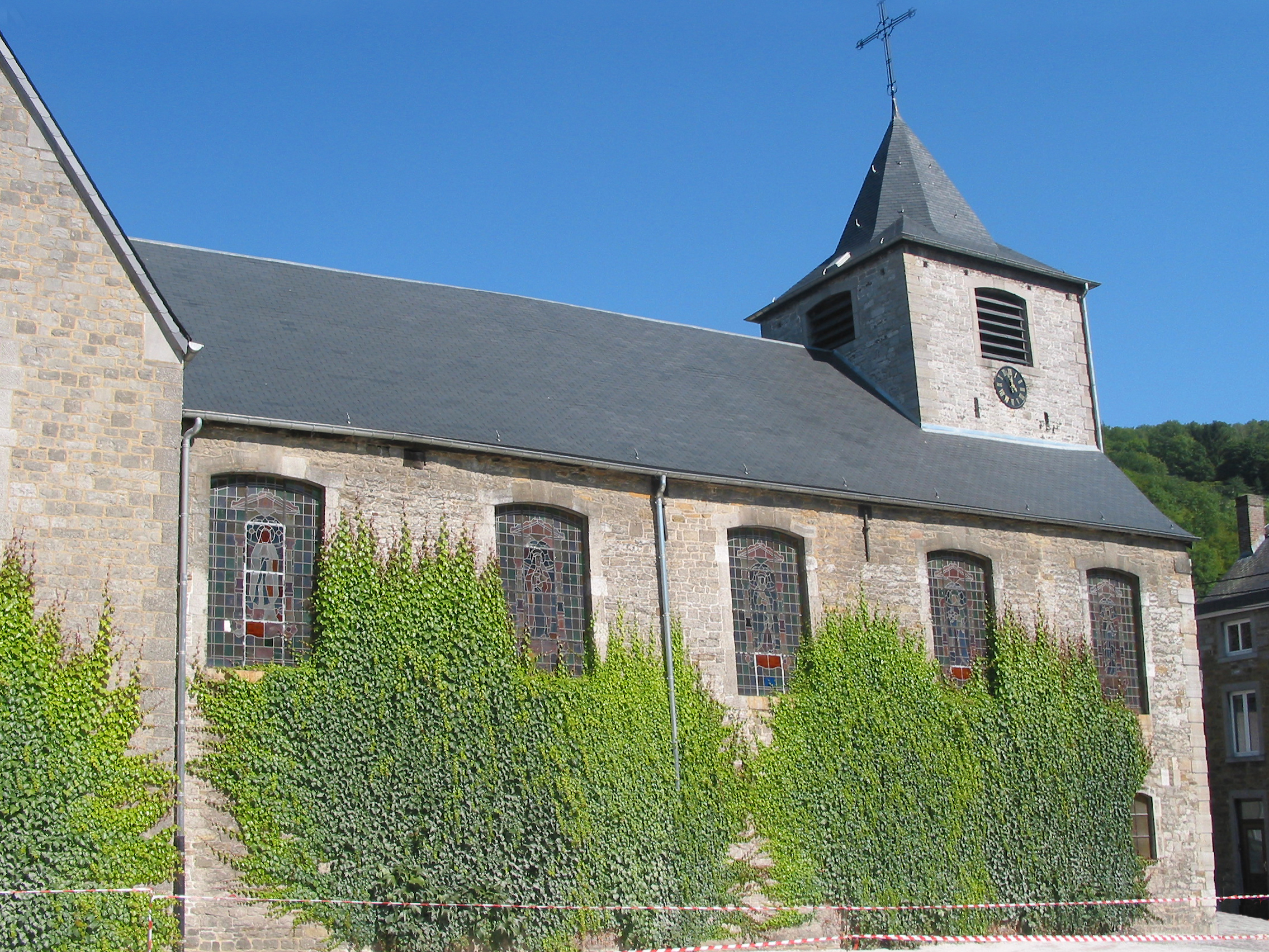
Kościół w Yvoir
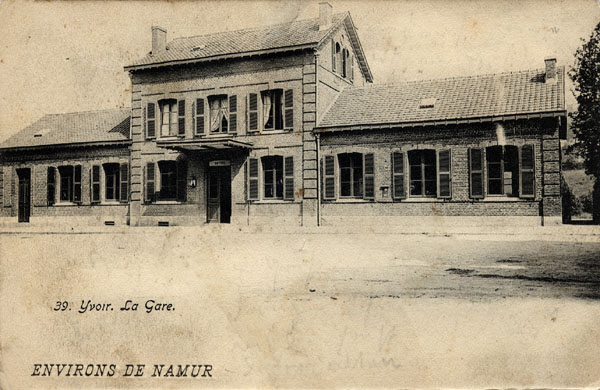
Dworzec kolejowy w Yvoir
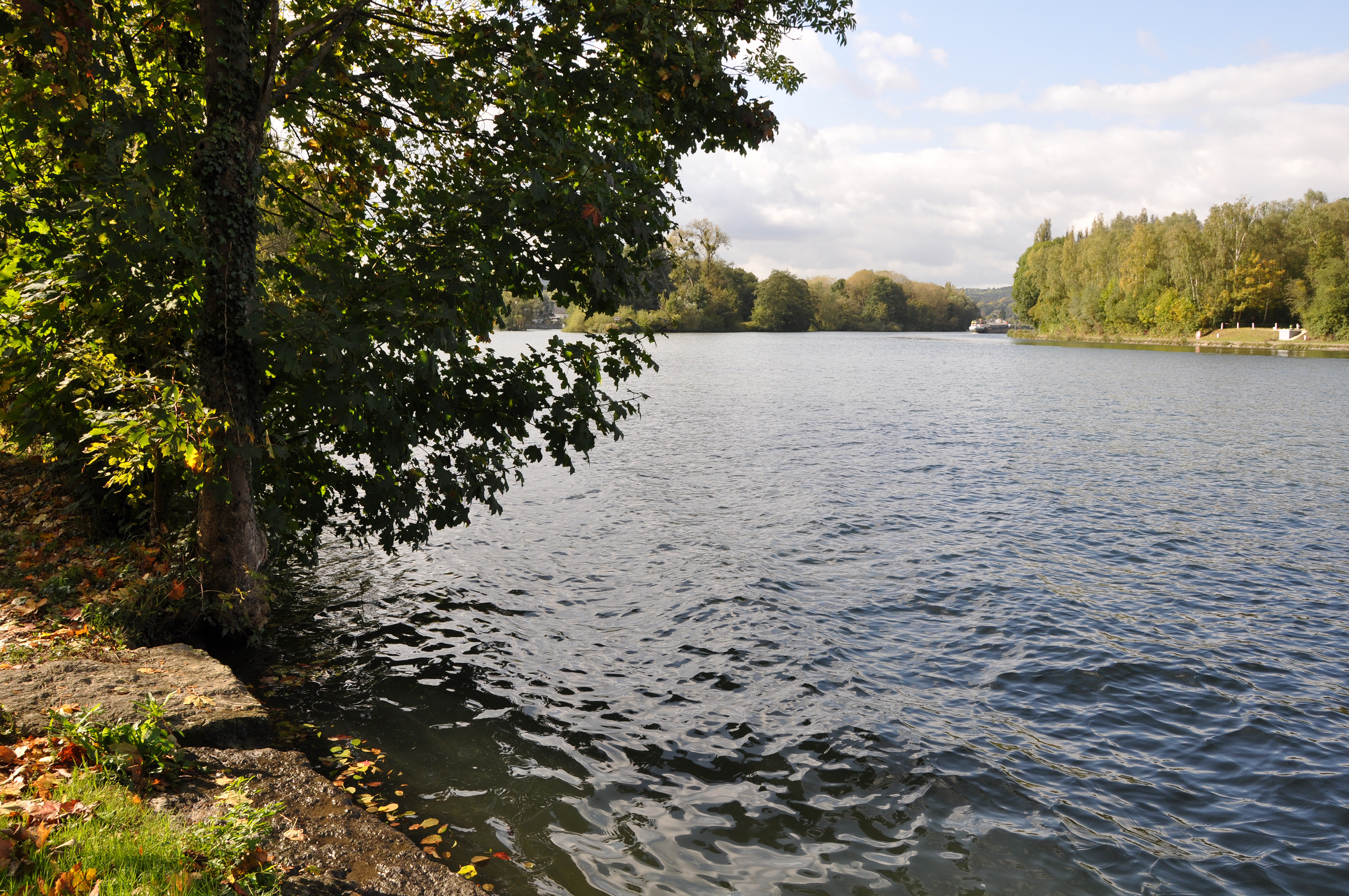
Moza w okolicach Yvoir